# 阴法鲁
阴法鲁（1915年—2002年），字绍曾，男，山东肥城人，中国学者，北京大学中文系教授，中国科学院历史研究所副研究员，古典文献专家，音乐史、舞蹈史专家。从事古典文献研究与教学。曾与杨荫浏合作破解了南宋词人姜夔所存词曲，完成《宋姜白石歌曲研究》。主编作品有《古文观止译注》、《中国古代文化史》。

## 生平
1915年出生于山东省肥城市红庙村。1935年，入北京大学中文系学习。1942年，获北大文科研究所硕士，毕业后留校任研究助教。1946年，阴法鲁随学校迁回北平，后辗转北大历史系、科学院史学所，直到1960年又回到北大中文系。
1983年12月，当选九三学社第七届中央委员会委员。1988年12月，当选九三学社第八届中央委员会委员。1992年12月，当选九三学社第九届中央委员会委员。2002年去世。

## 家族
族弟阴法唐是中国人民解放军中将。

## 著作
主编有《古文观止译注》《中国古代文化史》等。曾担任《二十四史全译本》顾问。